# Santa Maria de la Bleda
Santa Maria de la Bleda és una església de Santa Margarida i els Monjos (Alt Penedès) inclosa a l'Inventari del Patrimoni Arquitectònic de Catalunya.

## Descripció
És una església parroquial ampliada amb una altra nau per la façana nord el segle xvii. En la façana de migdia hi ha tres arcs interiors cecs. La porta actual és posterior i sembla oberta tallant l'antic absis, ja que s'hi pot veure un arc que podria ésser el triomfal de la primera. Aquesta seria la causa de la seva orientació d'emplaçament sigui invertida. També va ésser allargada per la façana de Ponent per fer-hi l'actual cambril de la Verge. Campanar d'espadanya amb grossos carreus de pedra picada.

### Sarcòfag
Sarcòfag en forma de caixa paralel·lelepipèdica de 150 x 50 cm de base i 48 cm d'alçada. La tapa és a doble vessant de 109 cm de llargada per 54 cm d'amplada i 28 cm d'alçada. Està buidat d'un bloc de pedra calcària tova i l'única decoració que presenta és una senzilla motllura que divideix la tapa en sentit transversal en dos sectors iguals.

### Pica baptismal
És troncocònica bastant irregular amb els laterals rectes o bé, en alguns punts, lleugerament concavats. Tota la pica és llisa sense cap motiu ornamental presentant algunes superfícies bastant desgastades. És de construcció molt rudimentària tallada en pedra calcària fossilífera. Té part del brocal trencat essent restaurada molt matusserament afegint-li trossos de maó.

## Història
Existeix un testament datat l'any 995 en què el Bisbe Vives de Barcelona, el mateix que va consagrar l'església d'Olèrdola, concedeix a l'església de Santa Creu i Santa Eulàlia, els alous que tenia al terme de Penintense, els quals són a "ipsa Bleda". El primer document que s'esmenta el Castell de la Bleda es troba en el Liber Feudorum, l'any 1121.
La pica baptismal fins a l'any 1984 es trobava abandonada a l'exterior d'aquesta esglesiola d'origen romànic recolzada en un dels contraforts existents en el mur lateral esquerra. Actualment es troba a l'interior de l'ermita.